# Vittrad
Vittrad är den svenska gruppen Garmarnas debutalbum och utkom 1994 på skivbolaget Massproduktion.

## Låtlista
1. "Straffad moder & dotter" - 5:03
2. "Garmgny" - 3:33
3. "Nämndemans-Ola" - 2:30
4. "Kulleritova" 0:55
5. "Vittrad" - 4:00
6. "Skallen" - 3:11
7. "Flusspolska" - 1:11
8. "Antioika" - 3:04
9. "Liten Kersti" - 5:22
10. "Inte sörja vi..." - 2:53
11. "Domschottis" - 3:46
12. "Den bortsålda" - 4:23
13. "Styvmodern" - 2:50

## Medverkande
- Emma Härdelin - Sång, fiol, flöjt
- Jens Höglin - Slagverk
- Jörgen Fahlberg - Gitarr
- Stefan Brisland-Ferner - Fiol, viola, vevlira, talharpa, mungiga, bakgrundssång
- Gotte Ringqvist - Luta, fiol, talharpa, mungiga, bakgrundssång
- Rickard Westman - Bouzouki, gitarr